# Instytut Kurdyjski w Paryżu
Instytut Kurdyjski w Paryżu (fr. Institut Kurde de Paris) – założona w lutym 1983 organizacja, skupiająca się na promowaniu kurdyjskiego języka oraz kultury. Jest to jedno z głównych kurdyjskich centrów akademickich w Europie. Głównymi publikacjami wydawanymi przez Instytut są magazyn lingwistyczny Kurmancî (wydawany dwa razy do roku, w języku kurdyjskim), miesięczny przegląd prasy dotyczącej kwestii kurdyjskich Bulletin de liaison et d'information (Biuletyn Kontaktu i Informacji) oraz Études Kurdes (czasopismo badawcze w języku francuskim).
Główna aktywność Instytutu skupia się na kurdyjskim dialekcie kurmandżi. Instytut Kurdyjski w Paryżu posiada ponadto bibliotekę przechowującą tysiące historycznych dokumentów, broszur oraz czasopism dotyczących Kurdów. Dwóch reprezentantów z francuskich ministerstw Spraw Wewnętrznych oraz Kultury zapewnia łączność Instytutu z rządem francuskim.
Pracami Instytutu kieruje dr Kendal Nezan, jego zastępcami zaś są dr Abbas Vali (Swansea University) oraz dr Fuad Hussein (Universiteit van Amsterdam).